# Footshop
Footshop a.s. je internetový obchod se sídlem v Praze. Specializuje se na prodej tenisek, oblečení a módních doplňků. Footshop provozuje celkem pět kamenných prodejen v evropských metropolích a jako eshop působí ve více než 150 zemích světa v celkem 13 jazykových mutacích. Kromě retailu se dále věnuje i pořádání kulturních a uměleckých akcí.

## Historie
Footshop založil Peter Hajduček v roce 2012. Vyvinul se z Hajdučkova studentského projektu v rámci bakalářská práce. Zpočátku byly k dostání pouze skateboardové siluety tenisek,[ujasnit] po příchodu Petera Kováče však přibyla také volnočasová obuv. Postupem času začal Footshop nabízet také produkty značek jako Nike, adidas, Asics nebo Puma. V roce 2014 Footshop otevřel svou první kamennou prodejnu v Praze na Bubenské. Součástí jejího otevření byl také open-air koncert, kterého se zúčastnili zástupci československé rapové scény.
Na začátku roku 2015 se Footshop stal členem adidas Consortia s výhradním právem distribuce určitých typů tenisek adidas v Česku. Na podzim roku 2018 vytvořil Footshop ve spolupráci s americkou společností KangaROOS tenisku Footshop x KangaROOS Ultimate 3 s podtitulem City of Hundred Spires, který odkazuje na místo jejího vzniku – stověžatou Prahu. O rok později se spolupráce opakovala a teniska tak vyšla znovu, tentokrát však v novém barevném provedení. Začátkem roku 2019 Peter Hajduček uvedl, že zisky obchodu narostly také díky Justinovi Bieberovi, který propoagoval většinu tenisek, které Footshop nabízí. V roce 2019 se Footshop umístil na 28. místě žebříčku Deloitte Technology Fast 50 Central Europe, který si klade za cíl upozorňovat na nejrychleji rostoucí společnosti v oblasti střední Evropy.

## Kamenné prodejny

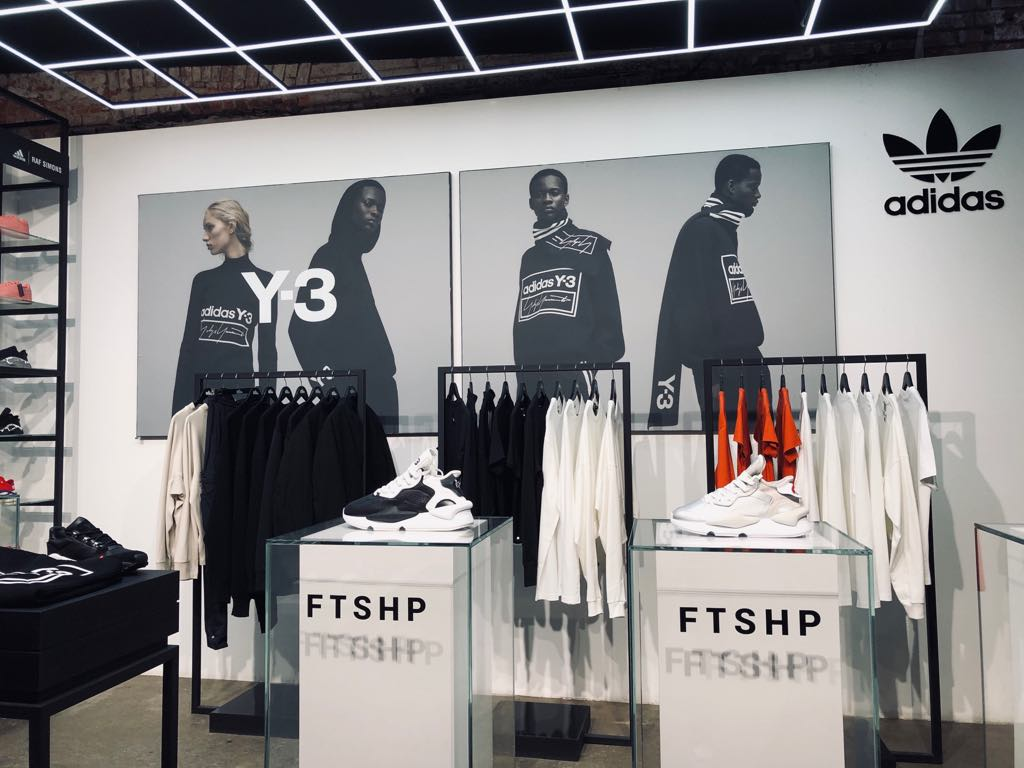
Interiér prodejny Footshop v Praze

V roce 2014 vznikla první kamenná prodejna Footshopu v Praze na Bubenské, která byla o necelé čtyři roky později přesunuta do nedalekého multifunkčního prostoru Vnitroblock. Na začátku roku 2016 Footshop otevřel kamennou prodejnu také v Bratislavě a dále následovala prodejna v Budapešti. Poté přibyla prodejna v Praze Na Příkopě, která má nabízet limitovanější edice produktů. Na konci roku 2019 Footshop otevřel kamenný obchod v rumunské Bukurešti a na podzim 2024 v polské Varšavě.

## Produkty
Kromě obecně dostupných produktů od značek jako Nike, adidas, Vans, Puma nebo Reebok Footshop nabízí také produktové řady, ke kterým má přístup jenom omezený počet obchodů z celého světa jako například adidas Consortium, adidas Originals by Alexander Wang, adidas x Raf Simons, adidas Yeezy, Vault by Vans, Converse QS, Maison Kitsuné, Paccbet nebo Rick Owens.

## Pořádání akcí
Kromě provozu prodejen a eshopu Footshop organizuje také vlastní akce ve formě koncertů, výstav, workshopů a večírků k příležitosti uvedení nového produktu.

## Spolupráce
Footshop spolupracuje se zahraničními výrobci tenisek. V roce 2018 vydal model Footshop x KangaROOS Ultimate 3. O rok později vzniklo při příležitosti výročí 5 let od otevření první kamenné prodejny Footshopu další barevné provedení této boty. V říjnu roku 2020 Footshop vydal první tenisky spolupráci s adidas. Model Footshop x adidas Superstar 'Blueprinting' odkazuje na tradiční techniku modrotisku, která je zapsaná na seznam nehmotného kulturního dědictví UNESCO. Kromě tenisek Footshop spolupracoval také na několika kolekcích oblečení. Například se značkami Life is Porno, Soulland nebo se slovenským rapperem Rytmusem. Společná kolekce se značkou LAFORMELA byla představena v rámci pražského Fashion Weeku 2019.